# 楊以儉
楊以儉（？—？）字临齊，直隶天津人，中华民国实业家。

## 生平
北京匯文大學畢業，歷充民政部主事
据说，杨以俭本来叫“杨以德”，而其二弟杨以德本来叫“杨以俭”。因为袁世凯要保其二弟作官，但其二弟没有功名，而他则恰恰捐过同知衔，袁世凯便授意让其二弟借他的名字，从此兄弟二人便易名。
中华民国初年，杨以俭在天津城里的白衣庵胡同开设了鸿兴汽水公司，是天津第一家汽水公司。后来，他又在北京西交民巷口设临记洋行。
1918年，杨以俭当选中华民国第二届国会参议员。1920年，第二届国会解散。

## 家庭
- 二弟：杨以德
- 三弟：杨以敬[1]